# Золотухин, Михаил Афанасьевич
Михаил Афанасьевич Золотухин (1918—1968) — майор Советской Армии, участник Великой Отечественной войны, Герой Советского Союза (1944).

## Биография
Михаил Золотухин родился 13 сентября 1918 года в селе Баландино (ныне — Асекеевский район Оренбургской области). Окончил семь классов школы и два курса Бугурусланского сельскохозяйственного техникума. В 1938 году Золотухин был призван на службу в Рабоче-крестьянскую Красную Армию. В 1940 году он окончил Ташкентское военное пехотное училище, после чего был командиром взвода курсантов Златоустовского военного пехотного училища, преподавателем Свердловского военно-политического училища. С апреля 1942 года — на фронтах Великой Отечественной войны. Принимал участие в боях на Южном, Северо-Кавказском, 3-м Украинском фронтах. Участвовал в битве за Кавказ, освобождении Тамани, Крыма, Украинской ССР. Два раза был ранен. К марту 1944 года капитан Михаил Золотухин командовал 1-м стрелковым батальоном 1038-го стрелкового полка 295-й стрелковой дивизии 28-й армии 3-го Украинского фронта. Отличился во время освобождения Херсона.
Батальон Золотухина переправился через Днепр в районе Кузминки к югу от Херсона и выбил немецкие войска с занимаемых ими позиций на западном берегу. За три дня батальон отразил более 50 контратак противника и расширил плацдарм. Действия батальона способствовали успешной переправе основных сил.
Указом Президиума Верховного Совета СССР от 3 июня 1944 года за «образцовое выполнение боевых заданий командования на фронте борьбы с немецкими захватчиками и проявленные при этом мужество и героизм» капитан Михаил Золотухин был удостоен высокого звания Героя Советского Союза с вручением ордена Ленина и медали «Золотая Звезда» за номером 3455.
После окончания войны Золотухин продолжил службу в Советской Армии. В 1951 году в звании майора (по другим данным — подполковника) он был уволен в запас. Проживал в Златоусте, работал на Златоустовском металлургическом заводе. Умер 21 февраля 1968 года, похоронен в Златоусте.
Был также награждён орденами Александра Невского и Красной Звезды, рядом медалей.